# Конституционный референдум в Антигуа и Барбуде (2018)
Конституционный референдум в Антигуа и Барбуде проходил 6 ноября 2018 года и стал первым референдумом, который когда-либо проводился в стране. Поправка к Конституции, выдвинутая на референдум, предполагала объявить Карибский суд окончательным апелляционным судом вместо текущего Судебного комитета Тайного совета Великобритании. Для одобрения конституционной поправки необходим был кворум в 66,6 % от действительных поданных голосов. 
В тот же день проводился аналогичный референдум на Гренаде. 
В результате голосования поправка была отклонена как на Антигуа, так и на Гренаде.

## Вопрос
Избиратели должны были ответить на следующий вопрос:

Одобряете ли Вы Конституцию Антигуа и Барбуды (Поправка 2018), которая является законным актом для того чтобы изменить Конституцию Антигуа и Барбуды и прекратить действие Комитета Его Величества (также известного как Тайный совет) в качестве апелляционного суда последней инстанции для Антигуа и Барбуды и заменить его на Карибский суд (также известного как CCJ)?»

Оригинальный текст (англ.)Do you approve of the Constitution of Antigua and Barbuda (Amendment Bill 2018) which is a bill for an act to alter the Constitution of Antigua and Barbuda to terminate Her Majesty in Council (also known as the Privy Council) as the final Court of Appeal for Antigua and Barbuda and to replace it with the Caribbean Court of Justice (also known as the CCJ)?

## Результаты
Большинство проголосовало против поправки при явке 33,6 %.
| Выбор                               | Голоса | %     |
| ----------------------------------- | ------ | ----- |
| За                                  | 8509   | 47,96 |
| Против                              | 9234   | 52,04 |
| Недействительных/пустых бюллетеней  | 39     | –     |
| Всего                               | 17 782 | 100   |
| Зарегистрированных избирателей/Явка | 52 999 | 33,55 |
| Источник: ABEC                      |        |       |